# Вільям Грем Самнер
Вільям Грем Самнер (англ. William Graham Sumner, 30 жовтня 1840, Патерсон,— 12 травня 1910, Інглвуд) — соціолог, філософ, економіст і публіцист, професор політичних і соціальних наук Єльського університету. Президент Американської соціологічної асоціації (1908-1909).

## Біографія
Вільям Грем Самнер народився в місті Патерсон, Нью-Джерсі, 30 жовтня 1840. Він був сином Томаса Самнера, механіка, який приїхав до Сполучених Штатів з Ланкаширу, Англія, в 1836 році і одружився тут на Сарі Ґрем, яка була також англійського походження. Вона померла, коли Вільяму Ґрему Самнеру було вісім років.
Самнер виріс у Гартфорді, штат Коннектикут, і здобув освіту в державних школах цього міста. Він закінчив Єльський коледж в 1863 році, а влітку того ж року вирушив до Європи. Він провів зиму 1863—1864 рр. в Женеві, Швейцарія, вивчаючи французьку та іврит.
Перебував у Гетинґені протягом наступних двох років, вивчаючи давні мови, історію та біблієзнавство. В квітні 1866 року Вільям Грем Самнер вирушив до Оксфордського університету, де вивчав англіканську теологію. Там його любов до політичної науки, яка сходить до його дитинства, знову прокинулася і посилилася через читання Бокля та обговорення зі своїми колегами-студентами.
1866 року Самнера обрали керівником групи студентів в Єльському університеті і у вересні того ж року він розпочав виконувати свої обов'язки. Вільям Грем Самнер був висвячений в сан диякона протестантської єпископальної церкви в 1867 році і священика в 1869 році. Він покинув пост керівника в березні 1869 року, щоб стати помічником настоятеля храму Голгофської Церкви в Нью-Йорку. З вересня 1870 року до вересня-жовтня 1872 р., був настоятелем церкви Спасителя в Мористауні, Нью-Джерсі.
У червні 1872 року він був обраний професором політичних і соціальних наук Єльського коледжу, обійнявши цю посаду аж до виходу на пенсію в 1909 році. 1875 року Самнер запропонував курс соціології. Як зазначено в реєстрі Єльського університету під час його викладацької кар'єри, базовий курс соціології Вільяма Ґрема Самнера зазнавав різних модифікацій.
Вільям Грем Самнер помер у Енглвуді, Нью-Джерсі, 12 квітня 1910 р. і був похований в Гілфорді, штат Коннектикут.

## Соціальний дарвінізм
Основними принципами соціології Самнер вважав неухильний і автоматичний характер суспільної еволюції, а також всесилля і універсальність природного добору і боротьби за існування. Соціальна нерівність, з точки зору Самнера, виступає як природний стан і необхідна умова розвитку цивілізації. Ідея природного добору трактується ним як ідея природності і закономірності соціального добору. Наростання майнової нерівності, на думку соціолога, — не перешкода суспільному прогресу, а його передумова і умова.
Самнер вважав, що історією керує боротьба за існування: між собою борються індивіди, класи, групи. Закони боротьби за існування об'єктивні, вони не можуть встановлюватися або скасовуватися людиною. Так само об'єктивні економічні закони. Економічні сили створюють і руйнують соціальні інститути. Вони впливають на людські інтереси, а через них — на людську природу. У суспільстві, як і в природі, панує крихка рівновага, встановлена боротьбою за існування. Існують працьовиті й ліниві, ощадливі та марнотрати, зайняті і безробітні. Якщо нам не подобається дарвінівський закон виживання найпристосованіших індивідів, говорить Самнер, то залишиться лише одне виживання найменш пристосованих.
Природний добір виносить на поверхню не тільки найсильніших, але і найдостойніших. Ті, хто виграють в життєвій сутичці, роблять кар'єру, домагаються успіху, користуються загальною повагою. Переможені — ліниві й непомірні — опускаються на соціальне дно. Суспільна нерівність відображає нормальний стан справ. Більш того, вона справедлива і природна.
Жорсткий дарвінізм у Самнера мав політичне підґрунтя. Ідеологічно він схилявся до консерватизму. Капіталізм хороший тому, що ґрунтується на виживанні найсильніших. Вони складають клас заможних і багатих громадян. Слабкі та ледачі займають нижню сходинку соціальної піраміди. Еволюційна модель суспільства використовувалася Самнером для виправдання існуючої класової системи. Відповідно до його поглядів, на вершині піраміди виявляються найздібніші і найкорисніші для суспільства соціальні групи. Самнер вважав, що суспільство функціонує як потрібно, і уряд не повинен втручатися для поліпшення умов, оскільки це призведе лише до збереження поганих рис навіть у разі покарання тих, хто володів хорошими.

## «Народні звичаї»
В історії соціології Самнер залишив слід своїми дослідженнями походження та розвитку групових звичаїв, які визначають певні стереотипи групової та індивідуальної поведінки людей, особливо стосовно інших соціальних груп.
У праці «Народні звичаї»(«Folkways») вперше в історії соціології Самнер детально аналізує процеси, які він називає терміном «етноцентризм». Самнер трактує етноцентризм як схильність групи чи індивіда оцінювати або сприймати різні соціальні явища залежно від цінностей та уявлень своєї етнічної групи. Кожна група і належний до неї індивід розглядають свій спосіб життя як найдосконаліший у порівнянні з іншими і сприймають усе через критерії та цінності своєї групи.
Аналіз механізмів виникнення звичаїв і звичок Самнер здійснював виходячи з того, що способи діяльності, які виробляються людьми для задоволення потреб, поступово стають рутинними і виступають для індивіда вже як звички. Внаслідок цього індивід відповідає своєму громадському оточенню як учасник діяльності соціальної групи, як істота, що приймає її норми.
Певну популярність здобули в західній соціології розроблені Самнером поняття «ми-група»(«we-group») і «вони-група»(«other-group»), за допомогою яких фіксувалися соціальні відносини й установки. За Самнером, «ми-група» характеризується відносинами солідарності і згуртованості, а взаємини «ми-групи» і «вони-групи» — певною напруженістю і ворожістю. Ці відносини, властиві головним чином «примітивним суспільствам».

## Основні праці
Бібліографія Самнера складається з трьохсот праць, в тому числі книг і статей. Присвячені вони переважно економіці, політичним наукам та соціології. Хоча Самнер завжди був насамперед соціологом за методами і точкою зору.
- «Причини невдоволення фермерів»(«The Causes of the Farmer's Discontent»), 1873
- History of American Currency: with chapters on the English bank restriction and Austrian paper money: to which is appended «The bullion report», 1874
- «Валютний розвиток»(«Monetary Development»), 1875
- «Політика в Америці, 1776 — 1876»(«Politics in America, 1776 — 1876»), 1876
- «Лекції з історії захисту в США»(«Lectures on the History of Protection in the United States»), 1877
- «What Our Boys are Reading», 1878
- «Professor Walker on Bi-Metallism», 1878
- «Соціалізм»(«Socialism»), 1878
- «Торгова криза 1837»(«The Commercial Crisis of 1837»), 1879
- «Bimetallism», 1879
- «Теорія і практика виборів»(«The Theory and Practice of Elections»), 1880
- «Аргумент проти протекціоністських тарифів»(«The Argument Against Protective Tariffs»), 1881
- «Shall Americans Own Ships?», 1881
- «Соціологія»(«Sociology»), 1881
- «Заробітна плата»(«Wages»), 1882
- «Ендрю Джексон, як громадський діяч»(«Andrew Jackson as a Public Man»), 1882
- «Protective Taxes and Wages», 1883
- «The Absurd Effort to Make the World Over», 1883
- «What Social Classes Owe to Each Other», 1883
- «Виживання найбільш пристосованих»(«The Survival of the Fittest»), 1884
- «Соціологічні помилки»(«Sociological Fallacies»), 1884
- «Зло тарифної системи»(«Evils of the Tariff System»), з Уеллсом, Ширманом, Сарджентом, 1884
- «Shall Silver be Demonetizied?», 1885
- «Збірник есе на теми політичних і соціальних наук»(Collected Essays in Political and Social Science), 1885
- «Mr. Blaine on the Tariff»(«Mr. Blaine on the Tariff»), 1886
- «Втручання держави»(«State Interference»), 1887
- «Фінансист та фінанси Американської революції»(«The Financier & the finances of the American Revolution»), 1891
- «Історія банківської справи у всіх провідних країнах»(«A History of Banking in all the leading nations»), 1896
- «On Empire and the Philippines», 1898
- «Завоювання Сполучених Штатах, Іспанією»(«The Conquest of the United States by Spain»), 1899
- «Народні звичаї» («Folkways»), 1906
- «Війна та інші есе»(«War and Other Essays»), 1911
- «Земний-голод та інші есе»(«Earth-hunger and other essays»), 1913
- «Виклик фактів та інші есе»(«The Challenge of Facts and Other Essays»), 1914
- «Забута людина»(«The Forgotten Man»), 1916
- «Забута людина, та інші есе»(«The Forgotten Man, and Other Essays»), 1917
- «Наука про суспільство»(«Science of Society»), спільно з Келлером, 1927.

Найбільшим досягненням Самнера в соціології є його Folkways(Народні звичаї), що має значення для антропології, соціальної психології, психіатрії, освіти, економіки та політичної науки.